# Libacao, Aklan

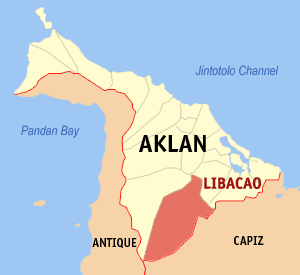
Bản đồ của Aklan với vị trí của Libacao

Libacao là một đô thị hạng 4 ở tỉnh Aklan, Philippines. Theo điều tra dân số năm 2015, đô thị này có dân số 28.241 người trong.

## Các khu phố (barangay)
Libacao được chia thành 24 khu phố (barangay).
| - Agmailig - Alfonso XII - Batobato - Bonza - Calacabian - Calamcan - Can-Awan - Casit-an - Dalagsa-an - Guadalupe - Janlud - Julita | - Luctoga - Magugba - Manika - Ogsip - Ortega - Oyang - Pampango - Pinonoy - Poblacion - Rivera - Rosal - Sibalew |